# Трехтінгсгаузен
Трехтінгсгаузен (нім. Trechtingshausen) — громада в Німеччині, розташована в землі Рейнланд-Пфальц. Входить до складу району Майнц-Бінген. Складова частина об'єднання громад Райн-Наге.
Площа — 8,22 км2. Населення становить 1016 ос. (станом на 31 грудня 2020).

## Галерея

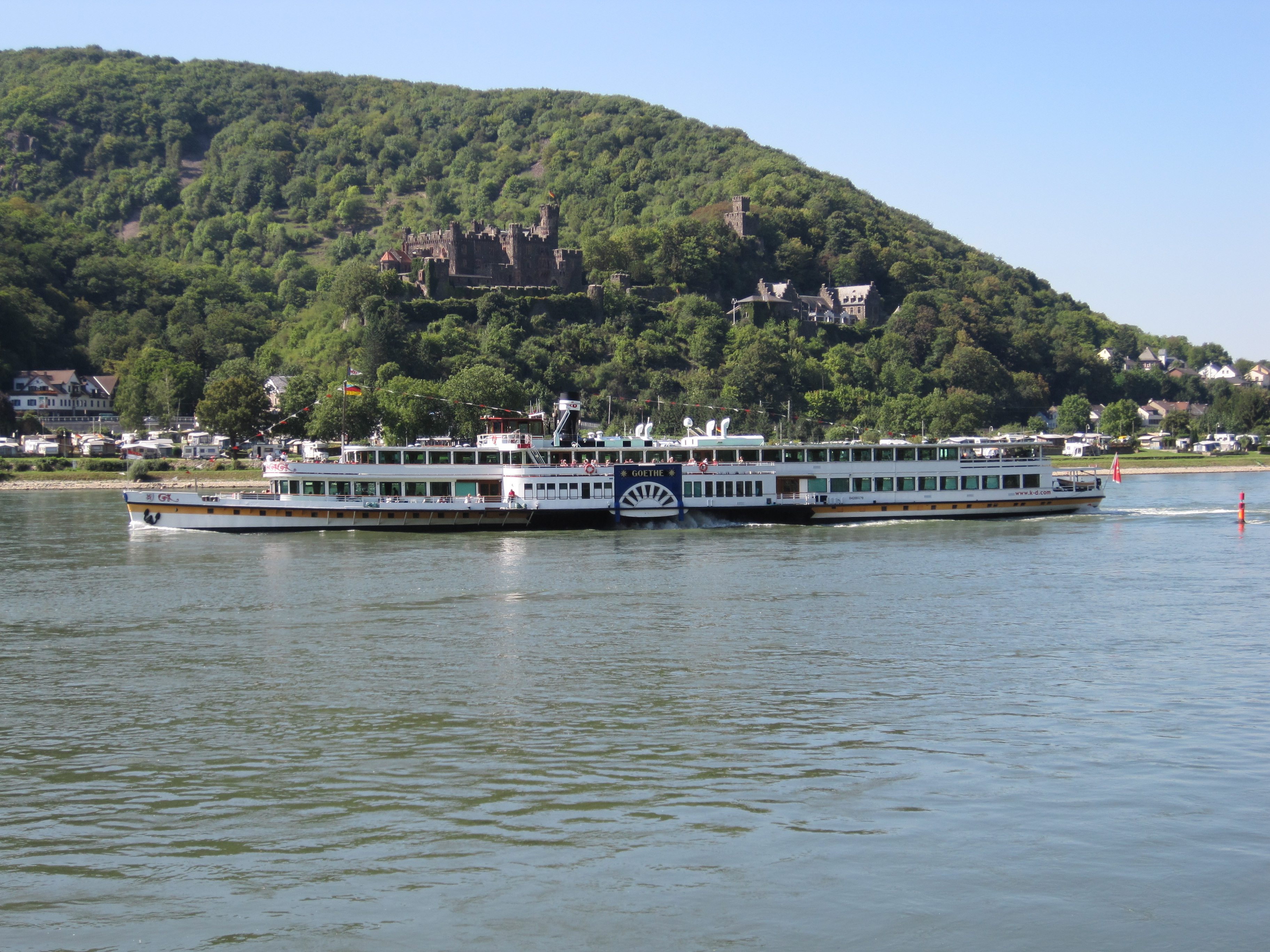
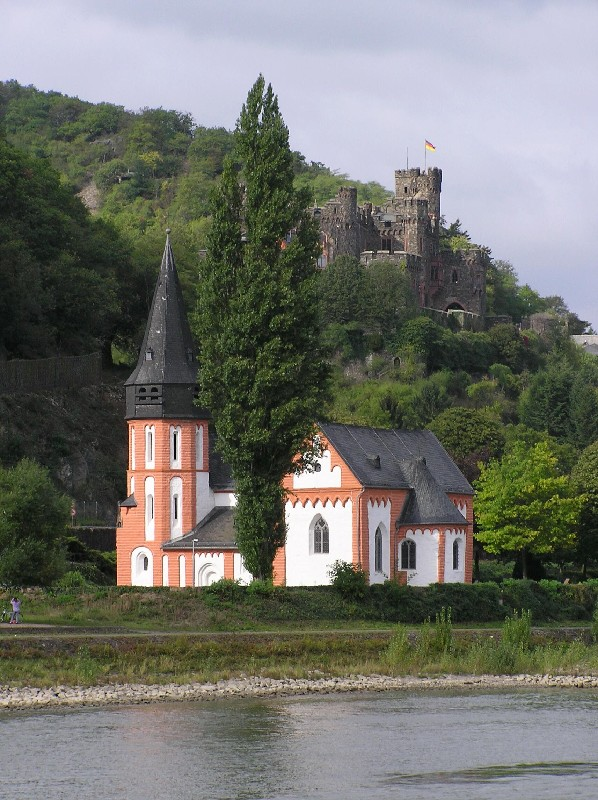
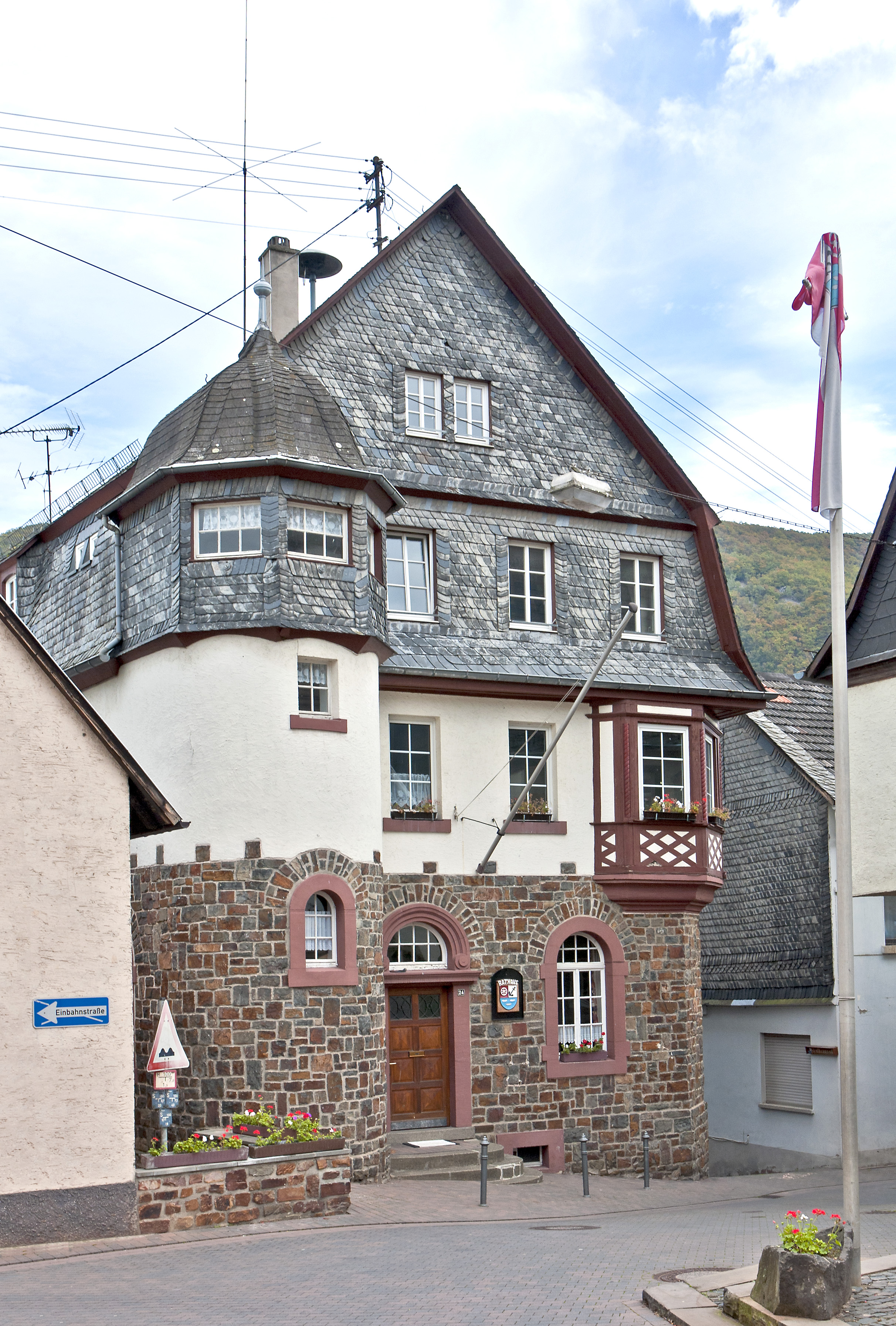
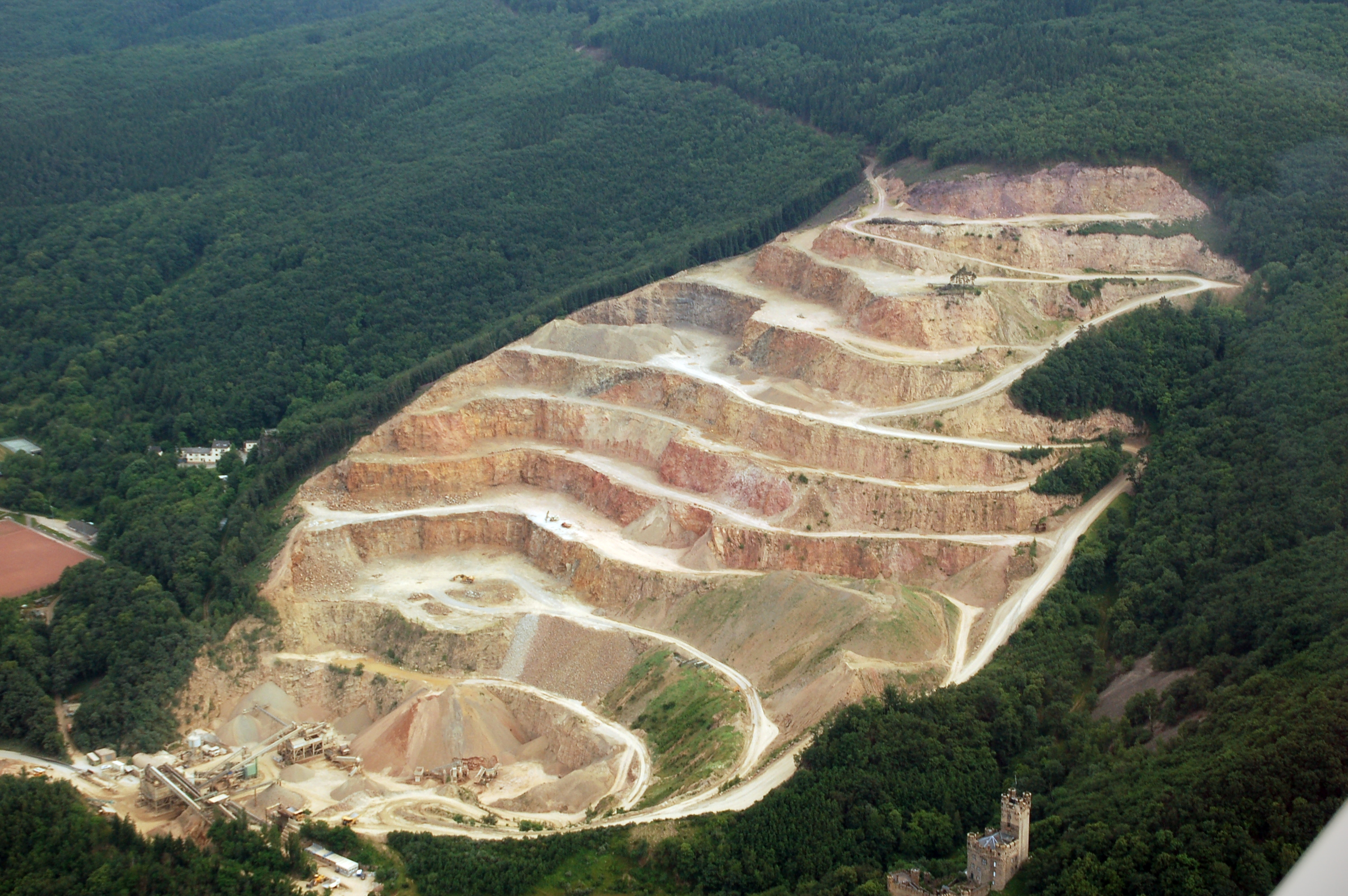